# بريبين هوش
بريبين هوش (بالدنماركية: Preben Hoch)‏ هو مجدف دنماركي، ولد في 10 ديسمبر 1925، وتوفي في يوليو 2014.

## وصلات خارجية
- بريبين هوش على موقع الاتحاد الدولي للتجديف (الإنجليزية)
- بريبين هوش على موقع اللجنة الأولمبية الدولية (الإنجليزية)
- بريبين هوش على موقع أوليمبيديا (الإنجليزية)